# Marta Wolff
Marta Wolff, auch Martha, geb. Davidsohn (* 6. September 1871 in Berlin; † 22. September 1942 KZ Theresienstadt) war eine deutsche Fotografin.

## Leben
Marta Wolff war die Tochter des Berliner Tuchhändlers Adolph und Recha Wolff, geborene Davidsohn. Der Schriftsteller, Publizist und Kritiker Theodor Wolff (1868–1943) war ihr Bruder, der Verleger Rudolf Mosse (1843–1920) ihr Cousin.
Ihre Fotografien sind größtenteils Porträts von am Anfang des 20. Jahrhunderts in Berlin lebenden Künstlern, Literaten oder Komponisten. Am 1. September 1942 wurde Marta Wolff von ihrer letzten Wohnstätte in Wiesbaden nach Theresienstadt verbracht. Am Mittag des 22. September 1942 starb sie dort an einer Lungenentzündung.

## Einzelnachweis
1. ↑  Vgl. Klaus Flick: Art. „Marta Wolff“ - Judenhäuser in Wiesbaden 1939 – 1942. Das Schicksal ihrer Eigentümer und Bewohner (Stand: 2020).

| Personendaten    | Personendaten                                  |
| ---------------- | ---------------------------------------------- |
| NAME             | Wolff, Marta                                   |
| ALTERNATIVNAMEN  | Davidsohn, Martha (Geburtsname); Wolff, Martha |
| KURZBESCHREIBUNG | deutsche Fotografin                            |
| GEBURTSDATUM     | 6. September 1871                              |
| GEBURTSORT       | Berlin                                         |
| STERBEDATUM      | 22. September 1942                             |